# Óliver Torres
Óliver Torres Muñoz (født 10. november 1994 i Navalmoral de la Mata, Spanien) bedre kendt som bare Óliver, er en spansk fodboldspiller, der er midtbanespiller for Porto i Portugal.
Derudover spiller han også på Spaniens U19 samt U21 landshold.

## Klubkarriere

### Atletico Madrid
Óliver skiftede til Atlético Madrid i sommeren 2008 som 13-årig. Han spillede i 4 år på klubbens ungdomshold (2008-2012), indtil han i 2012 blev rykket op på senior truppen af træner Diego Simeone.
Den 20. august 2012 fik Óliver sin professionelle debut i 1-1 opgøret imod Levante UD, hvor han i 64' minut erstattede Adrián López. 
Den 1. oktober 2013 fik Óliver sin Champions League debut imod FC Porto i gruppespillet, hvor han erstattede en skadet Raúl García og spillede de sidste 12 minutter. Hermed blev han med sine 18 år og 10 måneder den 4. yngste spiller til at debutere i Champions League. 
Den 27. oktober 2013 scorede Óliver sit først professionelle mål. Han scorede inden for 1 minut i 5-0 sejren imod Real Betis.

### Villarreal CF
For at opnå noget mere førsteholds-fodbold, udlejede Atlético Madrid deres stortalent ud til Villareal, den 31. januar 2014.

### FC Porto
I sommerpausen 2014, lige efter tilbagevendelsen fra udlejningen hos Villarreal, blev hen igen udlejet. Denne gang til portugisiske FC Porto.

## Landshold
Óliver har endnu ikke spillet for det spanske A-landshold, men har repræsenteret landet på ungdomsniveau.